# Абрахам де Муавр
Абрахам де Муавр (фр. Abraham de Moivre; 26 травня 1667, Вітрі-ле-Франсуа, Шампань, Франція — 27 листопада 1754, Лондон, Англія) — англійський математик французького походження. Відомий переважно через формулу Муавра, працями на теми нормального розподілу та теорії ймовірностей. Член Лондонського королівського товариства з 1697 року, Паризької (1754) та Берлінської (1735) академій наук.

## Біографія

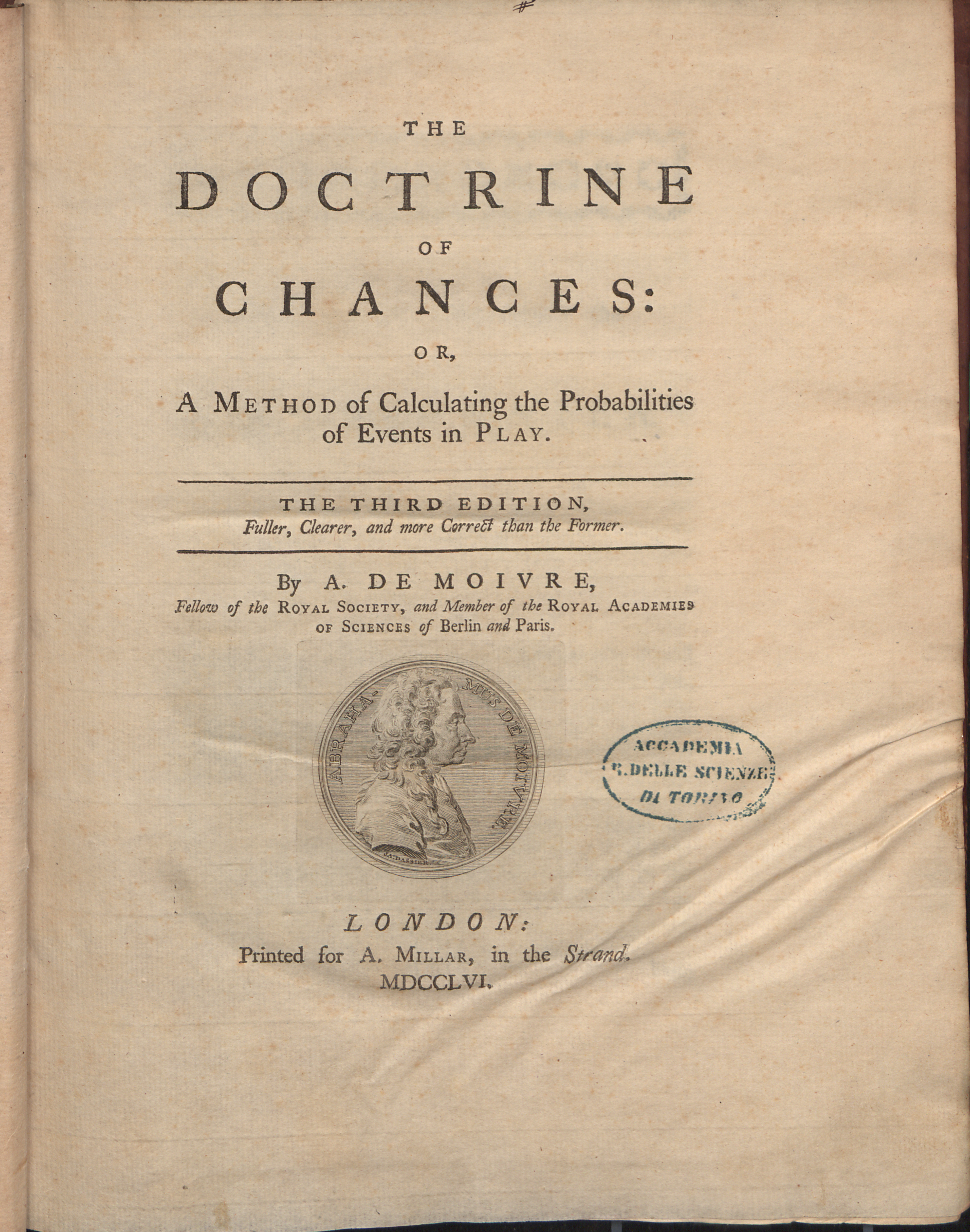
Doctrine of chances, 1761

Абрахам Муавр народився у Франції, в недворянській родині лікаря-гугенота; частинку де перед своїм прізвищем він додав з власної ініціативи (за іншими джерелами належав до сімейства дрібного французького дворянства). В 11 років вступив до Протестантської академії в Седані, де встиг провчитися 4 роки, після чого в 1682 році академія була заборонена владою. Муавр продовжив освіту в Сомюрі, де провчився 2 роки і вивчав філософію. Ймовірно, в цей час він познайомився з теорією ймовірностей за працями Гюйгенса. 
Далі близько року Муавр слухав лекції з фізики та математики в Парижі (в тому числі у Жака Озанама, французького математика, професора Сорбонни, ад'юнкта Паризької академії наук). Але 1685 року Людовик XIV офіційно скасував Нантський едикт — закон, що дарував французьким протестантам-гугенотам віросповідні права. Відновилися утиски протестантів, а сам Муавр потрапив до в'язниці. Подробиці його ув'язнення невідомі, але так чи інакше, він змушений був покинути батьківщину. 
1688 року він осів у Лондоні, де і прожив до кінця життя. Свої наукові праці писав на англійській та вважається англійським математиком французького походження. На життя де Муавр заробляв приватним викладанням. Незабаром де Муавр став дуже відомим математиком. Але, на жаль, як іноземний громадянин він не мав права на кафедру в англійському навчальному закладі. Ось так релігійна дискримінація змінилась на дискримінацію за національним походженням. 
Незадовго до цього вийшла книга Ньютона «Математичні початки натуральної філософії» в трьох томах. Вона так захопила Муавра, що він розібрав її по листам та постійно носив із собою чергову порцію для читання, щоб не втрачати часу при переїздах від одного учня до іншого. 
1692 року він познайомився з Галлеєм, а вже з його допомогою — з Ісааком Ньютоном, з яким вони стали згодом близькими друзями. Муавр часто допомагав Ньютону у редагуванні та виданні праць (особливо це стосується «Оптики»). Ньютон високо цінував Муавра. Якщо вірити чуткам тієї пори, Ньютон випроваджував відвідувачів, які досаждали його дрібними справами математичного характеру, за допомогою наступної фрази: «Ідіть до де Муавра, він розуміється в цьому краще за мене». 
1695 року була опублікована перша праця де Муавра — «Метод флюксій».
1697: у 30 років Абрахама де Муавра обрали членом Лондонського королівського товариства. 
1710: один з найближчих друзів Ньютона Муавр за його дорученням і від його імені брав участь у комісії, що розбирала пріоритетну суперечку між Ньютоном та Лейбніцем щодо авторства нового математичного обчислення. 
1718 року де Муавр видав свою головну працю з теорії ймовірностей. Книга під назвою «The Doctrine of Chance: A method of calculating the probabilities of events in play» в наукових колах викликала велику зацікавленість та витримала три видання.
1722 року було опубліковано, відкрите п'ятнадцятьма роками раніше, правило для піднесення до степеня комплексних чисел і так само для обчислення кореня з них. Це правило відоме нам як формула Муавра, сучасний запис якої належить Леонарду Ейлеру:
{\displaystyle z=r(\cos \varphi +i\sin \varphi )\ }
вірно, що
{\displaystyle z^{n}=r^{n}(\cos \varphi +i\sin \varphi )^{n}=r^{n}(\cos n\varphi +i\sin n\varphi ),\ \ n\in \mathbb {Z} .}
аналогічно
{\displaystyle z^{1/n}=[r(\cos(\varphi +2\pi k)+i\sin(\varphi +2\pi k))]^{1/n}=r^{1/n}\left(\cos {\frac {\varphi +2\pi k}{n}}+i\sin {\frac {\varphi +2\pi k}{n}}\right),}
де k = 0, 1, …, n—1.
1724 року була опублікована праця, яка перевидавалась чотири рази. Це ймовірно-статистичне дослідження «Annuities on lives».
1730 року вперше, як тільки де Муавр повернувся до аналізу та опублікував «Miscellanea Analytica», з'явилася формула Стірлінґа. Джеймсу Стірлінгу та Абрахаму де Муавру належить асимптотичне наближення факторіала. Займаючись комбінаторним обчисленням та питаннями теорії ймовірностей, в яких застосовується асимптотичне число n! позначає добуток цілих чисел від 1 до n. Число n! швидко зростає при збільшенні n. Вже 10! дорівнює 3 628 800. Розрахунок стає трудомістким. Де Муавр знайшов зручний спосіб розрахунку приблизної величини n!
{\displaystyle n!\to {\sqrt {2\pi n}}\cdot {\frac {n^{n}}{e^{n}}}\,,\qquad } при {\displaystyle n\to \infty .}
Ця формула тепер носить ім'я Джеймса Стірлінга.
Де Муавр перший став використовувати зведення в степінь нескінченних рядів. Муавр також встановив зв'язок між рекурентними послідовностями та різницевими рівняннями. Зробив внесок у теорію розв'язання однорідних лінійних різницевих рівнянь з постійними коефіцієнтами. 
1733 року Муавр опублікував роботу, в якій довів, що для великого числа n випробувань функція нормального розподілу ймовірності є наближенням біномного закону (розподіл Бернуллі). До числа основних правил теорії ймовірностей зараховується теорема Муавра-Лапласа. Муавр взагалі зробив великий внесок у теорію ймовірностей. Він провів розподіл усіх дослідження азартних ігор і ряду статистичних даних з народонаселення. Крім нормального, він використовував рівномірний розподіл. Але більшість результатів де Муавра були незабаром перекриті та узагальнені працями Лапласа. Слід зазначити, що ступінь можливого впливу де Муавра на Лапласа невідома. 
Кажуть, незадовго до смерті де Муавр зауважив, що стає все більш млявим, і йому потрібно все більше часу для сну. Математик підрахував, що тривалість його сну збільшується в середньому на 15 хвилин на добу. І зробив висновок, що помре, коли кількість цих додаткових хвилин стане рівним 24-м годинах. Виходячи з цього, він назвав дату — 27 листопада 1754-і дійсно помер в цей день, у віці 87 років.
Товаришував з Ісааком Ньютоном, Едмондом Галлеєм та Джеймсом Стірлінгом.
На честь вченого названо астероїд 28729 Муавр.

## Наукова діяльність
Відкрив у (1707) році формулу Муавра для возведення в ступінь (і обчислення коренів) комплексних чисел, заданих в тригонометричній формі.
Він перший став використовувати піднесення в ступінь нескінченних рядів. Муавр також встановив зв'язок між рекурентними послідовностями і різницевими рівняннями. Зробив внесок у теорію рішення однорідних лінійних різницевих рівнянь з постійними коефіцієнтами.
Крім аналізу, Муавр зробив великий внесок у теорію ймовірностей. Довів часткові випадки теореми Лапласа. Провів розподіл усіх досліджень азартних ігор і ряду статистичних даних з народонаселення. Крім нормального розподілу, він використовував неперервний рівномірний розподіл. Більшість результатів де Муавра були незабаром перекриті працями Лапласа.